# Bahnstrecke La Pauline-Hyères–Les Salins-d’Hyères
| Karte der Strecke im Zustand seit 1989 |                                                                      |                                                |                                                |
| Streckennummer (SNCF): | 942 000                                                              |                                                |                                                |
| Streckenlänge: | 18,4 km                                                              |                                                |                                                |
| Spurweite: | 1435 mm (Normalspur)                                                 |                                                |                                                |
| Stromsystem: | La Pauline-Hyères–Hyères 25 kV – 50 Hz ~                             |                                                |                                                |
| |                                                                      |                                                |                                                |
| Gesellschaft: | 1875–1937: PLM 1938–1997: SNCF 1997–2014: RFF seit 2015: SNCF Réseau |                                                |                                                |
| \| \| \| Strecke Marseille–Ventimiglia von Marseille \| \| \| \| 0,0 \| La Pauline-Hyères \| 39 m \| \| \| \| Strecke Marseille–Ventimiglia nach Ventimiglia \| \| \| \| 3,1 \| La Crau \| 42 m \| \| \| 5,2 \| Gavarry \| Gavarry \| \| \| \| Straßenbahn Toulon \| \| \| \| 9,9 \| Hyères \| 18 m \| \| \| \| Bahnstrecke Toulon–Saint-Raphaël \| \| \| \| 10,85 \| \| \| \| \| 11,7 \| Le Palyvestre \| Le Palyvestre \| \| \| 13,9 \| La Plage-d’Hyères \| 2 m \| \| \| 16,0 \| Brücke über den Roubaud \| Brücke über den Roubaud \| \| \| 16,1 \| L’Ayguade \| L’Ayguade \| \| \| 18,0 \| Brücke über den Gapeau \| Brücke über den Gapeau \| \| \| 18,4 \| Les Salins-d’Hyères \| 2 m \| |                                                                      |                                                |                                                |
| Strecke |                                                                      | Strecke Marseille–Ventimiglia von Marseille    | Strecke Marseille–Ventimiglia von Marseille    |
| Bahnhof | 0,0                                                                  | La Pauline-Hyères                              | 39 m                                           |
| Abzweig geradeaus und nach links |                                                                      | Strecke Marseille–Ventimiglia nach Ventimiglia | Strecke Marseille–Ventimiglia nach Ventimiglia |
| Haltepunkt / Haltestelle | 3,1                                                                  | La Crau                                        | 42 m                                           |
| ehemaliger Haltepunkt / Haltestelle | 5,2                                                                  | Gavarry                                        | Gavarry                                        |
| Kreuzung mit U-Bahn (Querstrecke außer Betrieb) |                                                                      | Straßenbahn Toulon                             | Straßenbahn Toulon                             |
| Bahnhof | 9,9                                                                  | Hyères                                         | 18 m                                           |
| Kreuzung geradeaus oben (Querstrecke außer Betrieb) |                                                                      | Bahnstrecke Toulon–Saint-Raphaël               | Bahnstrecke Toulon–Saint-Raphaël               |
| | 10,85                                                                |                                                |                                                |
| Haltepunkt / Haltestelle (Strecke außer Betrieb) | 11,7                                                                 | Le Palyvestre                                  | Le Palyvestre                                  |
| Bahnhof (Strecke außer Betrieb) | 13,9                                                                 | La Plage-d’Hyères                              | 2 m                                            |
| Brücke über Wasserlauf (Strecke außer Betrieb) | 16,0                                                                 | Brücke über den Roubaud                        | Brücke über den Roubaud                        |
| Haltepunkt / Haltestelle (Strecke außer Betrieb) | 16,1                                                                 | L’Ayguade                                      | L’Ayguade                                      |
| Brücke über Wasserlauf (Strecke außer Betrieb) | 18,0                                                                 | Brücke über den Gapeau                         | Brücke über den Gapeau                         |
| Kopfbahnhof Streckenende (Strecke außer Betrieb) | 18,4                                                                 | Les Salins-d’Hyères                            | 2 m                                            |

Die heute nur noch in ihrer westlichen Hälfte genutzte, 18,4 km lange eingleisige Bahnstrecke La Pauline-Hyères–Les Salins-d’Hyères des SNCF-Bahnnetzes zweigt im Nordosten der südfranzösischen Gemeinde La Garde von der Bahnstrecke Marseille–Ventimiglia ab und führt über die Stadt Hyères zu deren Außenbezirken am Mittelmeer. Auf dem Abschnitt vom Bahnhof Hyères zum Endpunkt Les Salins-d’Hyères wurde der Personenverkehr 1940 und der Güterverkehr in den 1980er-Jahren eingestellt. Die verbliebene Teilstrecke dient der Anbindung von Hyères im regionalen und überregionalen Personenverkehr.

## Geschichte
Mitte des 19. Jahrhunderts wurde die Bahnverbindung aus der Region um Marseille nach Nizza geplant. Zwischen Toulon und Fréjus wurde eine Streckenführung über die küstenferne Plaine des Maures und das Tal der Argens gewählt, womit die Stadt Hyères nicht an der Trasse lag. Am 1. September 1862 eröffnete die Compagnie des chemins de fer de Paris à Lyon et à la Méditerranée (PLM) den Abschnitt Toulon–Les Arcs der Strecke gen Nizza. Der in La Garde, etwa zehn Kilometer westlich von Hyères, gelegene Bahnhof erhielt dabei zunächst den Namen Hyères. Der PLM wurde jedoch am 1. Mai 1863 die Konzession zum Bau einer in La Pauline-Hyères von der Hauptstrecke abzweigenden Stichbahn nach Hyères und Les Salins-d’Hyères erteilt. Die die in Frankreich nötige gesetzliche Feststellung des Gemeinwohls, die déclaration d’utilité publique, folgte am 11. Juni 1863.

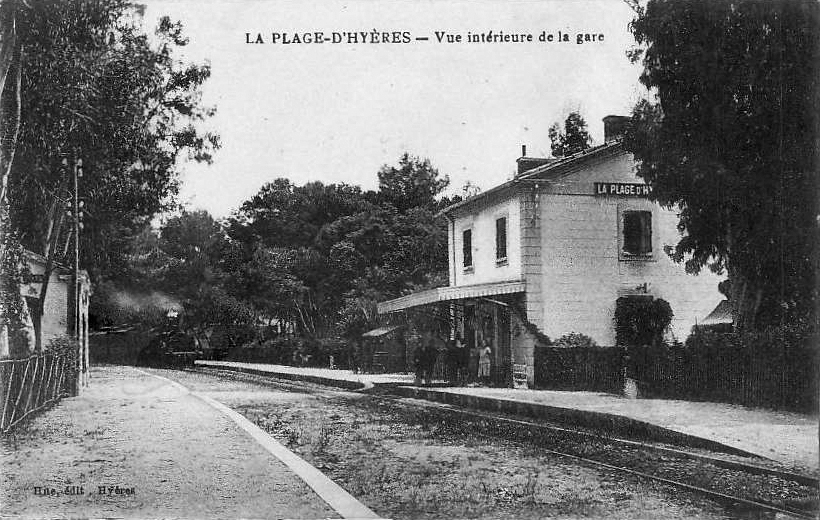
Einfahrt eines Zuges in den Bahnhof La Plage-d’Hyères mit zwei Bahnsteigen, aber nur einem Gleis (um 1900)

Mit dem Bau der Strecke wurde allerdings erst mehrere Jahre später begonnen. Die Inbetriebnahme erfolgte auf dem 9,9 km langen Abschnitt vom Abzweigbahnhof La Pauline-Hyères bis Hyères am 6. Dezember 1875, auf dem folgenden, 8,5 km langen Abschnitt bis zur Küste am 10. Juli 1876.

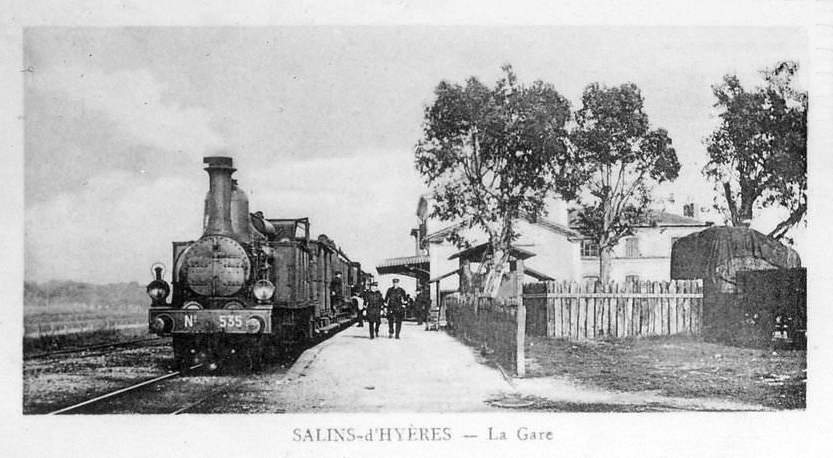
Abfahrbereiter Zug in Les Salins-d’Hyères (um 1900)

In den 1880er-Jahren planten und bauten die Chemins de fer du Sud de la France (SF) die in Meterspur ausgeführte, der Küste folgende Bahnstrecke Saint-Raphaël–Hyères, die am 4. August 1890 eröffnet wurde. Sie hatte in Hyères einen Bahnhof Hyères-ville (später: Hyères Gare du Sud) östlich des Ortskerns und endete von Osten kommend zunächst im Bahnhof Hyères-Échange direkt nördlich des Bahnhofs Hyères der PLM. Einer Verlängerung nach Toulon hatte die PLM aufgrund der Konkurrenz zur eigenen Verbindung (Toulon–)La Pauline-Hyères–Hyères widersprochen. Diese Erweiterung wurde gut zehn Jahre später dennoch genehmigt und errichtet, wodurch die SF am 6. August 1905 ihre eigene Strecke nach Toulon in Betrieb nehmen konnten. Sie verlief südöstlich des PLM-Bahnhofs Hyères, auf Höhe dessen südlichster Weiche sie von der PLM-Strecke La Pauline-Hyères–Les Salins-d’Hyères durch eine Brücke überspannt wurde. Die verbliebenen, vor allem im Güterverkehr genutzten Gleise der SF am PLM-Bahnhof wurden in beide Richtungen mit der SF-Strecke nach Toulon verbunden, so dass ein Gleisdreieck entstand.
1904 hatte zudem die Compagnie Provençale des Tramways Électriques (CPTE) die Konzession zum Bau von Straßenbahnstrecken aus Toulon über La Garde oder La Valette-du-Var nach Hyères erhalten. Die Strecke über La Garde wurde am 16. Mai 1907 eröffnet, eine Verbindung von La Valette zur Strecke über La Garde um 1910. Die CPTE war inzwischen 1908 von der Société des tramways du Var et du Gard (STVG) übernommen und in die von der STVG betriebene Straßenbahn Toulon integriert worden. Aus Hyères bestanden somit drei Schienenverbindungen nach Toulon: Die der PLM mit dem Bahnhof im Süden der Stadt, die der SF mit dem Bahnhof östlich des Stadtzentrums und die der STVG mit mehreren Halten im Westen und Zentrum der Stadt.
Angesichts der Konkurrenz durch die anderen Schienenverbindungen, aber auch den aufkommenden motorisierten Individualverkehr ersetzte die PLM zu Beginn der 1930er-Jahre einen Teil ihrer bisher mit Dampflokomotiven geführten Reisezüge zwischen Toulon, La Pauline-Hyères und Les Salins-d’Hyères durch Triebwagen (Autorails). Neben einer Senkung der Betriebskosten ermöglichten die leichteren Fahrzeuge auch die Verkürzung der Fahrzeiten und die Einrichtung von drei neuen, ab 1. September 1933 ausschließlich durch Triebwagen bedienten Haltepunkten in Gavarry, Palyvestre und l’Ayguade.
Aufgrund weiter rückläufiger Einnahmen stellte die Société nationale des chemins de fer français (SNCF), in der die PLM 1938 aufgegangen war, den regulären Personenverkehr zwischen La Pauline-Hyères und Les Salins-d’Hyères jedoch zum 24. Mai 1940 ein. Der Straßenbahnverkehr nach Hyères war infolge der Insolvenz der STVG bereits 1936 eingestellt worden und auch die Strecke der SF wurde 1948 stillgelegt.
Auf der SNCF-Strecke verblieb der Güterverkehr. Im Rahmen der schrittweisen Elektrifizierung der Bahnstrecke Marseille–Ventimiglia in den 1960er-Jahren wurde auch der Abschnitt La Pauline-Hyères–Hyères der abzweigenden Strecke nach Les Salins-d’Hyères mit Oberleitung überspannt. Die Inbetriebnahme der Anlagen mit 25 kV Wechselspannung (50 Hz) erfolgte am 10. September 1965.
Am 23. Mai 1971 wurde der reguläre Personenverkehr zwischen La Pauline-Hyères und Hyères in Form einer jeweils von Ende Mai bis Ende September angebotenen Nachtzugverbindung Paris–Hyères (und zurück) wieder aufgenommen. Ab Juni desselben Jahres wurde auch eine ebenfalls saisonale Tagesverbindung Paris–Hyères eingerichtet. Ab den 1980er-Jahren wurde das Angebot schrittweise auch um Züge des Regionalverkehrs ergänzt und der frühere Bahnhof La Crau als Haltepunkt wieder in Betrieb genommen. Seit 3. Juli 1994 wird eine TGV-Verbindung Paris–Hyères angeboten, die sowohl die Tages- als auch die Nachtzugverbindung nach Paris ersetzte.
Die südliche Hälfte der Strecke wurde im Sommer 1982 neben Güterzügen auch für touristische Sonderfahrten mit dem Autorail-Triebwagen X 5845 (Baureihe X 5800) genutzt. Diese wurden durch Mitglieder des Comité Cannes-Grasse, das sich für eine Wiederinbetriebnahme der Bahnstrecke Cannes–Grasse einsetzte, organisiert. Eine Fortführung dieses Angebots in den folgenden Jahren unterblieb jedoch. Zum 1. Dezember 1987 stellte die SNCF auch den Güterverkehr zwischen Hyères und Les Salins-d’Hyères ein. Diesem Schritt folgte zum 31. August 1989 die Stilllegung des 4,2 km langen Abschnitts von La Plage-d’Hyères bis zum Streckenende. Der seit 1987 ungenutzte Abschnitt Hyères–La Plage-d’Hyères wurde nicht stillgelegt, da er für eine mögliche Wiederaufnahme des Personenverkehrs zur Küste und zum nahegelegenen Flughafen Toulon-Hyères vorgehalten wird.

## Streckenverlauf
Die Strecke verläuft generell von La Pauline-Hyères bis La Plage-d’Hyères von Nordwest nach Südost und fällt nach Südosten, zum Meer hin, ab. In La Plage-d’Hyères schwenkt die Trasse mit einem Kurvenradius von 350 m nach Nordosten und verläuft parallel zur Küste bis Les Salins-d’Hyères. Die maximale Neigung beträgt zwischen La Pauline-Hyères und Hyères 8 ‰, von dort bis zum Streckenende 15 ‰. Auf dem aktiven Streckenteil bis Hyères ist eine Höchstgeschwindigkeit von 100 km/h anstelle von zuvor 80 km/h zugelassen, seit 2015 Ausbaumaßnahmen abgeschlossen wurden.

## Bahnhöfe

### La Pauline-Hyères
Im Trennungsbahnhof La Pauline-Hyères zweigt die eingleisige Strecke nach Les Salins-d’Hyères von der zweigleisigen Bahnstrecke Marseille–Ventimiglia ab. Die im Nordosten der Gemeinde La Garde gelegene Station besitzt seit dem 19. Jahrhundert zwei Hauptgleise mit Bahnsteigen und einige, im 21. Jahrhundert überwiegend ungenutzte Nebengleise. Der höhengleiche Abzweig nach Les Salins-d’Hyères soll gegen 2030 durch ein Überwerfungsbauwerk ergänzt werden, um Fahrten aus Westen nach Hyères ohne Beeinträchtigung von Fahrten aus Richtung Ventimiglia durchführen zu können.

### La Crau
Die im Süden des Dorfes La Crau gelegene gleichnamige Bahnstation war ursprünglich ein Bahnhof mit zwei Hauptgleisen, ist jedoch inzwischen nur mehr ein Haltepunkt. Alle übrigen Gleise wurden 2014 und 2015 abgebaut.

### Hyères
Der Bahnhof Hyères liegt im Süden der Kernstadt. Mindestens seit Mitte des 20. Jahrhunderts besitzt er drei Hauptgleise. Die mehrfach an die Erfordernisse angepassten Nebengleise für den Güterumschlag befanden sich überwiegend auf der südöstlichen Seite des Bahnhofs; 2023 sind davon noch zwei Gleise südlich der Hauptgleise vorhanden. Der Umschlag zwischen regelspurigen Güterwagen und den Wagen der in Meterspur ausgeführten Bahnstrecke Toulon–Saint-Raphaël fand auf Anlagen östlich des Empfangsgebäudes statt.

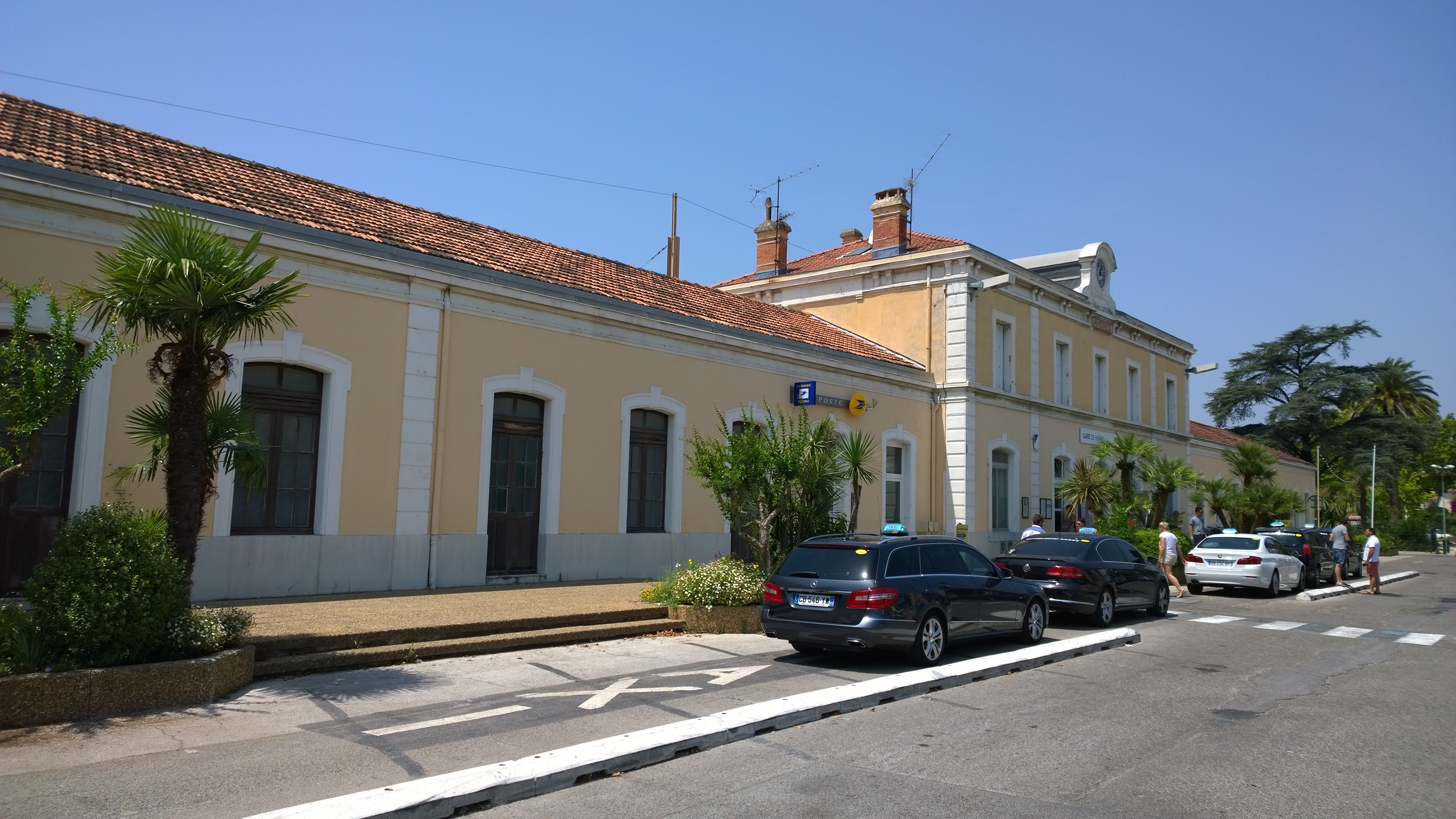
Empfangsgebäude (2015)
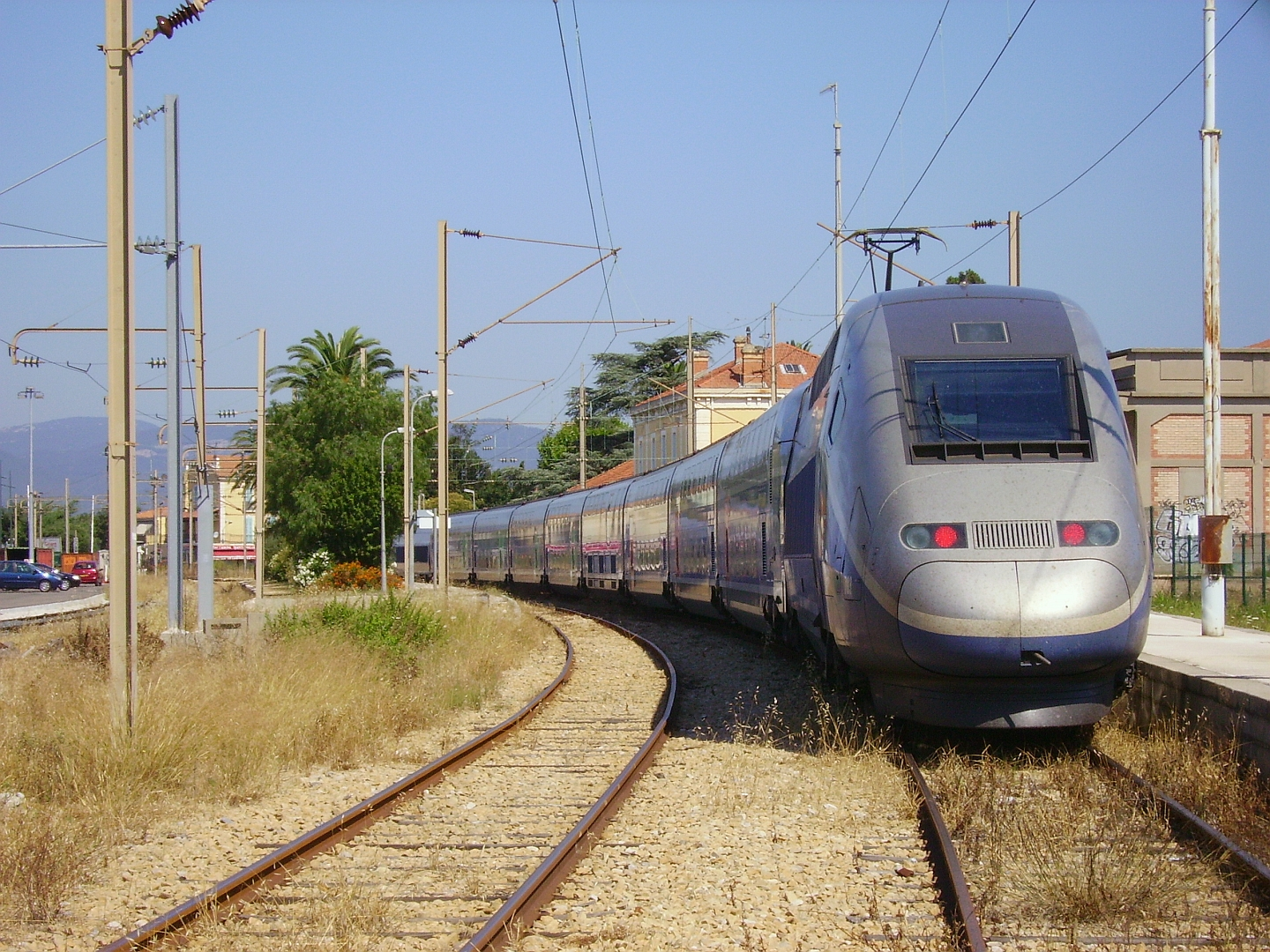
TGV Duplex in Hyères (2008)
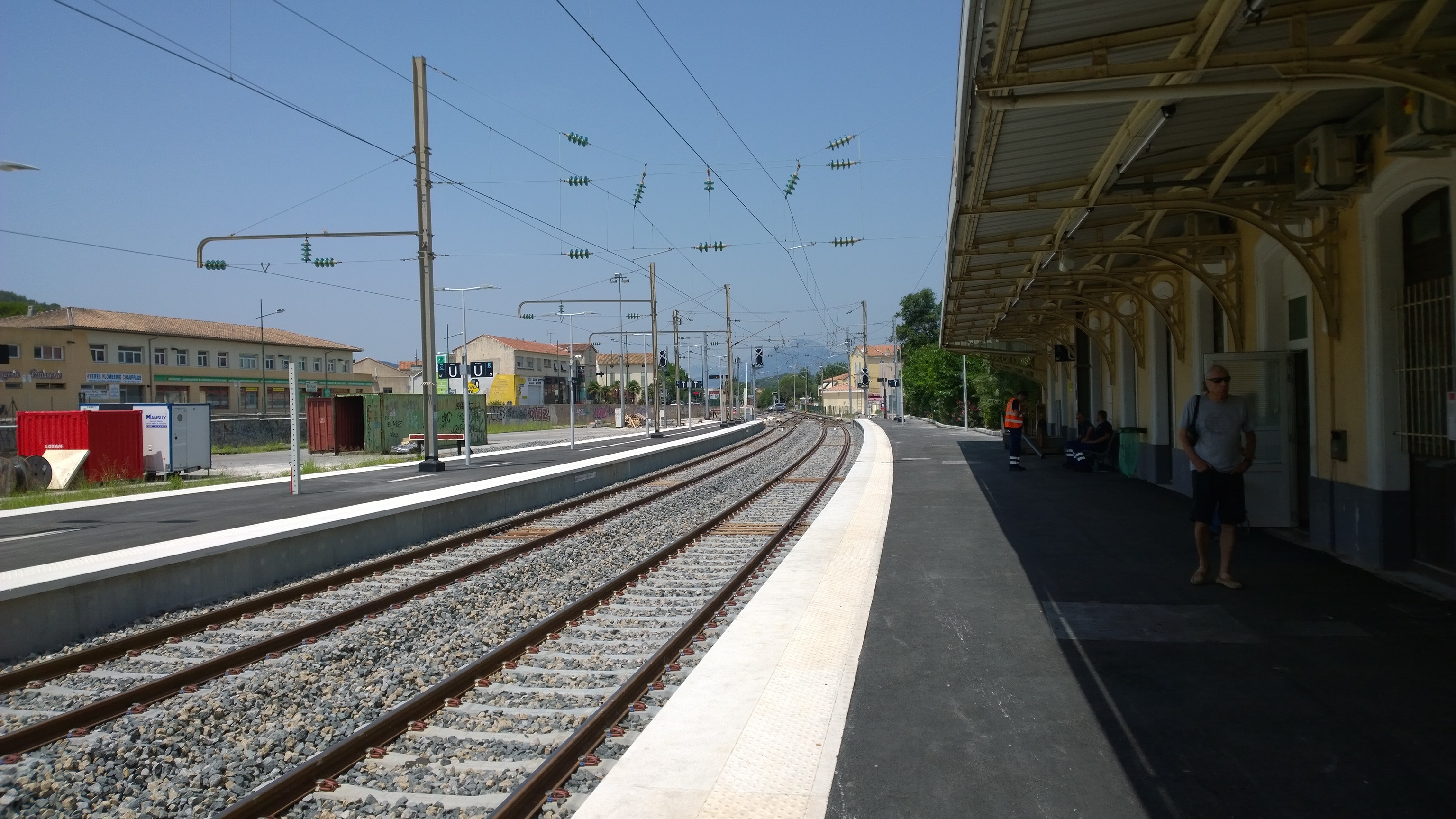
Bahnsteige nach Modernisierung (2015)

### La Plage-d’Hyères
Im Nordwesten des Stadtteils Le Port von Hyères liegt der Bahnhof La Plage-d’Hyères. Obwohl zwei Außenbahnsteige errichtet wurden, gab es nur ein Hauptgleis.

### Les Salins-d’Hyères
Im Endbahnhof Les Salins-d’Hyères standen neben dem Hauptgleis einzelne Nebengleise für den Güterverkehr sowie bis Ende der 1940er-Jahre ein Rechteckschuppen mit einem Gleis und einer davor angelegten Drehscheibe zur Verfügung. Die Meerwassersalinen nordöstlich des Bahnhofs besaßen in den 1930er- und 1940er-Jahren einen Gleisanschluss.

## Verkehr

### Personenverkehr
Das Kursbuch des Jahres 1936 sah in Tabelle 666 acht Fahrten zwischen Toulon und Les Salins-d’Hyères, sieben in der Gegenrichtung sowie drei weitere Zugpaare zwischen Toulon und Hyères vor. Mit Ausnahme von zwei Zügen nach Les Salins-d’Hyères und einem in der Gegenrichtung wurden alle Fahrten mit Dieseltriebwagen erbracht. Am 24. Mai 1940 wurde der reguläre Personenverkehr eingestellt.
Ab 1971 verkehrten in den Sommermonaten wieder Reisezüge nach Hyères. Von Ende Mai bis Ende September wurde täglich je eine Tages- und Nachtzugverbindung Paris–Hyères angeboten. Die Züge hatten zunächst keine Verkehrshalte zwischen Toulon und Hyères; ab Anfang der 1980er-Jahre wurde teilweise auch in La Crau und La Pauline-Hyères gehalten. Seit 3. Juli 1994 ersetzt eine TGV-Verbindung Paris–Hyères sowohl die Tages- als auch die Nachtzugverbindung nach Paris.
Ab den 1980er-Jahren wurde ein Regionalzugangebot aufgebaut. Seit Anfang des 21. Jahrhunderts werden hier zwischen 15 und 20 Personenpaare angeboten; in den Sommerfahrplänen 2015 und 2023 beispielsweise je 19 Zugpaare an Wochentagen und 17 bzw. 16 an Wochenenden. Mit Ausnahme einzelner, nur bis Toulon geführter Fahrten verkehren sie bis und ab Marseille.
Die 1971 eingeführten Fernzüge wurden mit elektrischen Lokomotiven der Baureihen BB 25200 und BB 25500, ab Ende der 1970er-Jahre zunehmend BB 22200 befördert. Die TGV-Züge wurden anfangs mit TGV Sud-Est, später mit TGV Duplex gefahren.
Im Regionalverkehr kamen zunächst Wendezüge mit BB 25500 zum Einsatz, die ab den 1990er-Jahren schrittweise durch elektrische Triebwagen der Baureihe Z 23500 ersetzt wurden. Ein Jahrzehnt später wurden sie teilweise durch Z 26500 und Z 27500 abgelöst.

### Güterverkehr
Der Güterverkehr nach Hyères diente zuletzt der Supermarktlogistik, wurde aber am 6. Oktober 2010 eingestellt.
Zur Traktion der Güterzüge wurden nach dem Zweiten Weltkrieg unter anderem Dampflokomotiven der Baureihe SNCF 141 R, BB 66000-Diesellokomotiven und, nach der Elektrifizierung bis Hyères, verschiedene Typen elektrischer Lokomotiven eingesetzt. Die letzten Fahrten erfolgten mit Maschinen der Baureihe BB 26000.